# Кент, Констанция
Констанция Кент (6 февраля 1844 — 10 апреля 1944) — подданная Великобритании, ставшая известной благодаря признанию в убийстве ребёнка, которое она совершила в возрасте шестнадцати лет. Дело Констанции Кент в 1865 году вызвало ряд дискуссий о привилегиях в Англии для священников, получивших сведения о преступлении от преступников во время исповеди. В дальнейшей жизни Кент изменила своё имя на Рут Эмили Кей.
Констанция родилась в Сидмауте, Девон, в 1844 году, была дочерью Мэри Энн Кент (1808—1852) и Сэмуэля Сэвилла Кента (1801—1872), инспектора фабрик хоум-офиса.

## Преступление
В ночь с 29 на 30 июня 1860 года Фрэнсис Сэвилл Кент, мальчик возраста почти четырёх лет, исчез из своего дома, Роуд-Хилл-Хаус, в деревне Род (в то время писалось как «Роуд») в Уилтшире. Его тело было найдено в подвале туалета, находившегося вне особняка. Труп ребёнка, одетый в ночную рубашку и завёрнутый в одеяло, имел ножевые ранения на груди и руках, а его горло было разрезано настолько глубоко, что тело было почти обезглавлено. Первоначально была арестована няня мальчика, Элизабет.
Элизабет была отпущена, когда инспектор Джек Уичер из Скотланд-Ярда выдвинул подозрения в отношении 16-летней сводной сестры мальчика, Констанции. Она была арестована 16 июля, но освобождена без суда в связи с общественными протестами против того, чтобы детектив, принадлежавший к «рабочему классу», выдвигал обвинения против молодой леди из «высшего света».
После прекращения расследования семья Кентов переехала в Рексем, на север Уэльса, и отправила Констанцию завершать получение образования в Динан, Франция:209.

## Обстоятельства совершения
Уголовное дело по факту совершения Констанцией Кент убийства было возбуждено пять лет спустя, в 1865 году. Поводом для возбуждения дела явилось то, что Констанция на исповеди англиканско-католическому священнику, преподобному Артуру Вагнеру, признала свою вину и высказала ему своё решение отдать себя в руки правосудия. Священник помог ей в претворении этого решения в жизнь и передал это заявление в суд, дав показания относительно него. Но при этом он предварил свои показания заявлением, что должен будет удержать любую дополнительную информацию о преступлении на том основании, что она была получена под печатью «тайны исповеди» (англ. Seal of the Confessional). Он, однако, всё же слегка допрашивался магистратами — по вопросу о том, точно ли совершившая преступление не отрицала своей вины.
На исповеди Констанция якобы рассказала, что ждала, пока члены семьи и слуги уснут, затем спустилась в гостиную и открыла ставни и окна, после чего взяла ребёнка из его комнаты, завернув его в вытащенное ею одеяло, лежавшее на кровати между покрывалом и простынёй (при этом оба предмета остались практически непомятыми), вышла из дома и убила ребёнка в туалетном домике бритвой, украденной у её отца. Во время всех этих манипуляций ребёнок был у неё на руках. Ей потребовалось заранее спрятать в туалете спички, чтобы во время совершения убийства помещение туалета было освещено. Убийство, таким образом, не было спонтанным, но чем-то вроде мести, — даже с допущением того, что Констанция в какой-то момент времени могла находиться в психически невменяемом состоянии.
В то время появилось множество спекуляций на тему того, что признание Констанции Кент было ложным. Многие предполагали, что её отец, Сэмуэль Савилл (или Сэвилл) Кент, известный прелюбодей, имевший роман с няней малыша, убил ребёнка в приступе ярости после прерванного полового акта. Это соответствовало информации о Кенте-старшем, который ухаживал за няней семьи, Мэри Дрю Прэтт, после того как его первая жена, Мэри Энн Кент, урождённая Уиндус (мать Констанции), умерла, и впоследствии женился на ней (она была матерью Фрэнсиса). Многие с подозрением относились к Кенту с самого начала, в том числе писатель Чарльз Диккенс.
В своей книге 2008 года The Suspicions of Mr Whicher or The Murder at Road Hill House писательница Кейт Саммерскейл, однако, приходит к выводу, что если признание Констанции Кент было действительно ложным и имело целью лишь оградить от тюрьмы другого человека, то сделала она это не для отца, а для своего брата, Уильяма Сэвилла Кента, с которым у неё были очень близкие отношения, ставшие ещё ближе по причине того, что их отец, Сэмуэль Сэвилл Кент, перенёс большую часть своего отеческого внимания с детей от его первого брака с Мэри Энн Уиндус на детей от своей второй жены, Мэри Дрю Прэтт. Уильям Сэвилл Кент действительно был одним из подозреваемых в ходе следствия, но ему никогда не предъявлялось обвинений. Саммерскейл утверждает, что если Сэвилл Кент и не нёс полную ответственность за смерть Фрэнсиса Сэвилла Кента, то был как минимум соучастником Констанции Кент.
Констанция Кент никогда не отказывалась от своего признания — в том числе и после смертей её отца и брата. Она также продолжала хранить молчание о мотивах убийства. Во всех своих рассказах она подчёркивала и настаивала на том, что не имела никакой ненависти или ревности к своему убитому сводному брату. В результате своих исследований Саммерскейл пришла к выводу, что убийство Фрэнсиса Сэвилла Кента, независимо от того, было ли оно совершено только Констанцией Кент, только Уильямом Сэвиллом Кентом или ими обоими вместе, не было актом мести Сэмуэлю Сэвиллу Кенту за переход его отцовского внимания к детям от второго брака, из которых Фрэнсис Сэвилл Кент был, как считается, самым любимым:298–301.

## Внимание прессы
На суде присяжных Констанция Кент признала себя виновной, и её признание было принято, поэтому Вагнера в суд более не вызывали. Позиция, которую Вагнер занял по отношению к судьям, вызвала значительную общественную дискуссию в прессе. Значительное общественное негодование возникло из-за того, что, по сути, суд признал допустимым, что Вагнер имеет право скрыть от государства какие угодно доказательства на том основании, на которое он ссылался. Возмущение, по всей видимости, было в значительной степени направлено против предположения, что «сакраментальное признание» признаётся англиканской церковью.

## Дебаты в парламенте
Вопросы, связанные с делом, обсуждались в обеих палатах британского парламента. В Палате лордов лорд Уэстбери, лорд-канцлер, в ответ на слова маркиза Уэстмета заявил, что:

... Не может быть никаких сомнений, что в случае иска или уголовного дела священнослужитель англиканской церкви не имеет таких привилегий, чтобы не отвечать на вопрос, который задаётся ему для целей правосудия, на том основании, что его ответ предал бы огласке то, что он узнал на исповеди. Он будет вынужден ответить на такой вопрос, и закон Англии даже не распространит привилегию на отказ от дачи показаний на римско-католических священнослужителей, имеющих в дело с человеком их собственной веры.
Он заявил, что, кажется, в отношении Вагнера будет сделан запрос о наказании его за неуважение к суду. Но даже если подобное и было, то никакого процесса по этому поводу не состоялось.
По этому же случаю лорд Челмсфорд, предыдущий лорд-канцлер, заявил, что закон ясно говорил о том, что Вагнер не имел какой-либо привилегии относительно сокрытия фактов, которые стали известны ему в результате исповеди. Лорд Уэстмит сказал, что было два недавних (на тот момент) случая, одним из которых был случай со священником в Шотландии, который, отказавшись под тем же предлогом от дачи показаний, было заключён в тюрьму. По поводу этого случая лорд Уэстмит заявил, что, в ответ на требования об освобождении священника, направленные министру внутренних дел, сэру Джорджу Грею, последний заявил, что если бы ему пришлось выносить приговор без допуска неполноты показаний со стороны католического священника и без гарантий с его стороны, что он в очередном подобном случае не будет поступать тем же образом, он (министр внутренних дел) даст санкцию на предоставление такой привилегии священникам любой религии, на что, как ему сказали, они не могли претендовать. Вторым случаем был так называемый процесс «Р. против Хэя» 1860 года.
Заявление лорда Уэстбери в Палате лордов вызвало протест со стороны Генри Филлпоттса, тогдашнего епископа Эксетерского, который написал ему письмо, сильно поддерживавшее позицию Вагнера. Епископ утверждал, что каноническое право по этому вопросу было принято без противоречий или противодействия со стороны каких-либо существовавших судов, что было подтверждено в Книге общих молитв применительно к службам для посещения больных и, таким образом, было санкционировано Актом о единообразии. Филлпоттса поддержал Эдуард Лоу Бэдли, который написал брошюру по вопросу о привилегиях для священников, получивших сведения о преступлении на исповеди. Из ответного письма епископа на ответ лорда Уэстбери на его первое письмо очевидно, что лорд Уэстбери выразил мнение, что 113-й канон 1603 года просто означает, что «священник не должен поступать „ex mero motu“ (лат. „по своему желанию“) и должен добровольно и без юридических обязательств раскрыть то, что ему сообщили на исповеди». Он также, по-видимому, высказал мнение, что общественность не была в то время готова принять какое-либо изменение правила об обязательном раскрытии подобных фактов как доказательств.

## Приговор
Констанция Кент была приговорена к смертной казни, заменённой на пожизненное заключение в связи с её юным возрастом на момент совершения преступления и фактом её признания. Она провела двадцать лет в заключении в ряде тюрем, включая Миллбэнкскую тюрьму, и была освобождена в 1885 году, в возрасте 41 года. Во время своего пребывания в тюрьмах она создала мозаики для ряда церквей, в том числе работы для склепа собора Св. Павла:278. В книге Нойлин Кайл A Greater Guilt автор касается вопроса о роде занятий Констанции в заключении, и характеризует их как «миф о мозаиках».

## Поздняя жизнь
Кент эмигрировала в Австралию в начале 1886 года и поселилась у своего брата Уильяма в Тасмании, где тот работал советником правительства колонии в области рыболовства. Она изменила своё имя на Рут Эмили Кей и прошла обучение на медсестру в Альфредской больнице, Прахран, Мельбурн, затем была назначена старшей медсестрой женского лазарета в Прибрежной больнице, Литтл-Бэй, в Сиднее. Она работала в течение более десяти лет в Парраматтской промышленной школе для девочек, с 1898 по 1909 год, проживала в провинциальном городе Нового Южного Уэльса Миттагонге в течение года, а затем была принята на должность главной медсестры дома медсестёр Pierce Memorial Nurses' Home в западном Мейтленде, работая там с 1911 года, пока не вышла в отставку в 1932 году. Констанция Кент умерла 10 апреля 1944 года в возрасте 100 лет в частной больнице в пригороде Сиднея Стратфилде. Газета Sydney Morning Herald сообщила (11 апреля 1944 года), что она была кремирована на соседнем Руквудском кладбище.

## Отражение в культуре
- 1862: Элементы дела были использованы Мэри Элизабет Браддон в новелле Lady Audley’s Secret (1862)[2]:217–8.
- 1868: Элементы дела были использованы Уильямом Уилки Коллинзом в романе «Лунный камень» (1868)[6].
- 1870: Чарльз Диккенс изобразил полёт Хелены Лендли в «Тайне Эдвина Друда» (1870) на основе раннего периода жизни Кент[6].
- 1945: Фильм «Глубокой ночью», Великобритания, имеет в числе пяти его отдельных историй сюжет под названием «Рождественский вечер» с Салли Энн Хоус. Это история по мотивам дела Констанции Кент; «Рождественский вечер» имел оригинальный сценарий, основанный на оригинальной истории по сценарию Ангуса Макфолла. Во время игры в прятки в старом доме Хоус слышит плач ребёнка и направляется в спальню, где встречает маленького мальчика по имени Фрэнсис Кент, чья сестра Констанция сердита на него. Хоус утешает ребенка, а затем оставляет его, когда он спит. Тогда она находит других людей из её группы и узнаёт, что Фрэнсис был убит Констанцией более восьмидесяти лет назад.